# Bloksbjerg
Bloksbjerg eller Brocken er det højeste bjerg i Harzen, Tyskland, med en højde på 1.141 meter.
Ifølge Goethes Faust (1808) er Bloksbjerg hver Valborgsaften centrum for den årlige heksesabbat.
Bloksbjerg er efter murens fald blevet et velbesøgt turistmål, hvortil man kommer med Bloksbjergbanen (på tysk: Brockenbahn). Banen er en smalsporsbane, som benytter damplokomotiver.